# Kinh tế Antigua và Barbuda
Kinh tế của Antigua và Barbuda là nền kinh tế dựa trên ngành dịch vụ, với du lịch và các dịch vụ chính phủ đại diện cho các nguồn quan trọng của việc làm và thu nhập. Du lịch là tài khoản trực tiếp hoặc gián tiếp cho hơn một nửa GDP và cũng là nguồn thu chủ yếu của trao đổi nước ngoài tại Antigua và Barbuda. Tuy nhiên, một loạt các cơn bão mạnh từ năm 1995 dẫn đến thiệt hại nghiêm trọng cho cơ sở hạ tầng du lịch và thời gian cắt giảm mạnh số lượng khách viếng thăm. Năm 1999 khu vực tài chính vừa chớm nở ra nước ngoài đã bị thương nặng do bị áp đặt lệnh trừng phạt tài chính của Hoa Kỳ và Vương quốc Anh như là một kết quả của việc nới lỏng tiền của mình-rửa tiền. Chính phủ đã có những nỗ lực để thực hiện theo yêu cầu của quốc tế để có thể được dỡ bỏ lệnh trừng phạt. Sản xuất nông nghiệp của hai đảo quốc là chủ yếu hướng đến thị trường trong nước; khu vực kinh tế này bị hạn chế bởi nguồn cung cấp nước hạn chế và tình trạng thiếu lao động phản ánh số lượng cao hơn trong ngành du lịch và xây dựng. Sản xuất lắp ráp bao gồm enclave-type lắp ráp để xuất khẩu với các sản phẩm chính là giường, thủ công mỹ nghệ, và linh kiện điện tử. Triển vọng tăng trưởng kinh tế trong trung hạn sẽ tiếp tục phụ thuộc vào tốc độ tăng trưởng thu nhập trong công nghiệp hóa thế giới, đặc biệt là ở Hoa Kỳ, chiếm khoảng một phần ba của tất cả các khách du lịch. Ước tính tổng thể kinh tế tăng trưởng cho năm 2000 là 2,5%. Lạm phát đã theo hướng giảm xuống từ trên 2 % trong giai đoạn 1995-1999 và ước tính khoảng 0 % trong năm 2000.
Để giảm bớt thiệt hại do thiên tai, Antigua đã đa dạng hóa nền kinh tế của mình. Giao thông vận tải, viễn thông và dịch vụ tài chính đang trở nên ngày càng quan trọng.
Antigua là một thành viên của Liên minh tiền tệ Đông Caribbe (ECCU). Ngân hàng trung ương Đông Caribbean (ECCB) phát hành một loại tiền tệ chung (đồng đô la Đông Caribbean) cho các thành viên của ECCU. ECCB cũng quản lý chính sách tiền tệ, và các quy định và giám sát hoạt động ngân hàng thương mại tại các quốc gia thành viên của nó.
Antigua và Barbuda là một nước thụ hưởng Sáng kiến Vịnh Caribbe của Hoa Kỳ. Xuất khẩu năm 1998 của nước này vào Hoa Kỳ đã đạt giá trị khoảng 3 triệu USD và nhập khẩu từ Hoa Kỳ đạt tổng cộng khoảng 84 triệu USD. Nó cũng thuộc khu vực chủ yếu nói tiếng Anh gọi là Cộng đồng Caribbe (CARICOM).

## Lịch sử kinh tế
Trước khi trở thành thuộc địa, một nhóm người Amerindian ở Antigua và Barbuda, tất cả đều sống dựa vào một cách sinh hoạt theo hướng sản xuất nông nghiệp. Thực dân Anh thành lập các khu định cư tại các đảo trong năm 1632. Sau khi chiến đấu ngoài khơi Carib, Hà Lan, và Pháp để ổn định thuộc địa của họ, những người định cư đã tăng trưởng trồng thuốc lá, chàm, bông, và gừng cũng như cây nông sản hàng hóa. Cũng như trên nhiều hòn đảo khác của Caribbe, canh tác đường đã trở thành nguồn sinh lợi nhiều nhất cho doanh nghiệp, nhanh chóng vượt qua các cây trồng khác trong tầm quan trọng về kinh tế. Do có những vùng rộng lớn của đất cần thiết cho sản xuất đường lớn có quy mô, các khu rừng nhiệt đới trên các hòn đảo bị tiêu hao dần. Gỗ từ các khu rừng nhiệt đới đã được sử dụng trong ngành đóng tàu và sửa chữa.
Với sự thay đổi về cây trồng kinh tế, những nô lệ đã được nhập khẩu từ Châu Phi. Ngay cả sau khi việc bãi bỏ chế độ nô lệ năm 1834, nô lệ trước đây tiếp tục làm việc trong quyền địa dịch do luật pháp được thiết kế để cung cấp cho các đồn điền với lao động rẻ. Ngành đường đã bắt đầu suy yếu dần, nền kinh tế đồn điền chấm dứt.

## Số liệu thống kê
GDP: sức mua tương đương - $1.61 tỷ (2008 ước)
vị trí của quốc gia so với thế giới: 189
GDP - Tốc độ tăng trưởng thực: 2.1% (2008 ước)
vị trí của quốc gia so với thế giới: 161
GDP - bình quân đầu người: sức mua tương đương - $19,000 (2008 ước)
vị trí của quốc gia so với thế giới: 64
GDP - theo ngành:
Nông nghiệp:
3.8% 
Công nghiệp:
22% 
Dịch vụ:
74.3% (2002 ước)
Tỷ lệ lạm phát (giá tiêu dùng):
1.5% (2007 ước)
vị trí của quốc gia so với thế giới: 14
Lực lượng lao động:
30,000 (1991)
vị trí của quốc gia so với thế giới: 197
Tỷ lệ thất nghiệp: 11% (2001 ước)
vị trí của quốc gia so với thế giới: 130
Ngân sách:
Thu:
$123.7 triệu
Chi:
$145.9 triệu (2000 ước)
Tỷ lệ chiết khấu ngân hàng trung ương: 6.5% (tháng 1 năm 2008)
vị trí của quốc gia so với thế giới: 57
Nông nghiệp - các sản phẩm: bông, hoa quả, rau, chuối, dừa, dưa chuột, xoài, mía; chăn nuôi 
Các ngành công nghiệp: du lịch, xây dựng, sản xuất (quần áo, rượu, gia dụng)
Điện - sản xuất: 105 triệu kWh (2006)
vị trí của quốc gia so với thế giới: 188
Điện - tiêu dùng: 97.65 triệu kWh (2006)
vị trí của quốc gia so với thế giới: 189
Điện - xuất khẩu: 0 kWh (2007)
Điện - nhập khẩu: 0 kWh (2007)
Dầu mỏ - sản xuất: 0 bbl/ngày (2007)
vị trí của quốc gia so với thế giới: 116
Dầu mỏ - tiêu dùng: 4,109 bbl/ngày (2006 ước)
vị trí của quốc gia so với thế giới: 169
Dầu mỏ - xuất khẩu: 157.7 bbl/ngày (2005)
vị trí của quốc gia so với thế giới: 132
Dầu mỏ - nhập khẩu: 4,556 bbl/ngày (2005)
vị trí của quốc gia so với thế giới: 161
Dầu mỏ - trữ lượng được xác minh: 0 bbl (1 tháng 1 năm 2006 ước)
vị trí của quốc gia so với thế giới: 99
Khí tự nhiên - sản xuất: 0 mét khối (2007 ước)
vị trí của quốc gia so với thế giới: 209
Khí tự nhiên - tiêu dùng: 0 mét khối (2007 ước)
vị trí của quốc gia so với thế giới: 209
Khí tự nhiên - xuất khẩu: 0 mét khối (2006 ước)
vị trí của quốc gia so với thế giới: 206
Khí tự nhiên - nhập khẩu: 0 mét khối (2006)
vị trí của quốc gia so với thế giới: 205
Khí tự nhiên - trữ lượng được xác minh: 0 mét khối (1 tháng 1 năm 2006 ước)
vị trí của quốc gia so với thế giới: 206
Xuất khẩu: $84.3 triệu (2007 ước)
vị trí của quốc gia so với thế giới: 199
Xuất khẩu - những hàng hóa: sản phẩm dầu mỏ 48%, hàng chế tạo 23%, máy móc và thiết bị vận tải 17%, thực phẩm và động vật sống 4%, khác 8%
Xuất khẩu - những đối tác: Tây Ban Nha 34%, Đức 20.7%, Ý 7.7%, Singapore 5.8%, Vương quốc Anh 4.9% (2006)
Nhập khẩu: $522.8 triệu (2007 ước)
vị trí của quốc gia so với thế giới: 189
Nhập khẩu - những hàng hóa: thực phẩm và động vật sống, máy móc và thiết bị vận tải, hàng chế tạo, hóa chất, dầu 
Nhập khẩu - những đối tác: Hoa Kỳ 21.1%, Trung Quốc 16.4%, Đức 13.3%, Singapore 12.7%, Tây Ban Nha 6.5% (2006)
Nợ - bên ngoài: $359.8 triệu (tháng 6 năm 2006)
vị trí của quốc gia so với thế giới: 169
Viện trợ kinh tế - người nhận: $7.23 triệu (2005)
Tiền tệ: 1 Đô la Đông Caribbe (EC$) = 100 cents
Tỷ giá trao đổi:
Đô la Đông Caribbe đổi lấy một USD- 2.7 (2007), 2.7 (2007), 2.7 (2006), 2.7 (2005), 2.7 (2004), 2.7 (2003) chú ý: cố định tỷ giá kể từ năm 1976
Năm tài chính:
1 tháng 4 - 31 tháng 3

## Khác
Bài viết này kết hợp các tài liệu thuộc phạm vi công cộng từ website hay thư mục thuộc CIA World Factbook.

- Bài viết này kết hợp các tài liệu thuộc phạm vi công cộng từ website hay thư mục thuộc Bộ Ngoại giao (Hoa Kỳ) (Nền tảng lưu ý).